# Pont de Santa Maria de Merlès
El pont de Santa Maria de Merlès és un pont de Santa Maria de Merlès (Berguedà) inclòs a l'Inventari del Patrimoni Arquitectònic de Catalunya.

## Descripció
Es tracta d'un pont situat sobre el riu Merlès de pedra, amb baranes d'esquena d'ase. Té tres arcs, el central més alt i ample que els laterals. Uneix les parròquies de Santa Maria i Sant Martí, de dos bisbats diferents. No és apte per carruatges.